# 蘆坑樂化戰鬥
蘆坑樂化戰鬥發生於1926年11月3日－4日，地點則是在中國贛北一帶（今新建县乐化镇一帶），是國民革命軍北伐戰爭的戰鬥之一。蘆坑樂化戰鬥的交戰雙方，一方為國民革命軍，另一方為北洋政府軍。

## 參看
- 中華民國北洋政府時期內戰戰鬥列表